# Naomi Yashiro
Naomi Yashiro (30 de dezembro de 1977) é uma ex-basquetebolista profissional japonesa e atualmente comissária de bordo.

## Carreira
Naomi Yashiro integrou a Seleção Japonesa de Basquetebol Feminino, em Atenas 2004, que terminou na décima posição.